# شرلوک هولمز (فیلم ۲۰۰۹)
شرلوک هولمز (به انگلیسی: Sherlock Holmes) نام یک فیلم نئو نوآر معمایی جنایی به کارگردانی گای ریچی است که برگرفته از داستان‌های شرلوک هلمز، کارآگاه معروف خیالی اثر آرتور کانن دویل است. تهیه‌کنندگان فیلم جوئل سیلور، لئونل ویگرام (ویگرام به‌علاوه نویسنده داستان نیز هست)، سوزان دونی و دانی لین بوده‌اند. شرلوک هولمز توسط برادران وارنر در تاریخ ۲۵ دسامبر ۲۰۰۹ به نمایش درآمد.
دنبالهٔ این فیلم با عنوان شرلوک هلمز: بازی سایه‌ها و به کارگردانی گای ریچی در ۱۶ دسامبر ۲۰۱۱ اکران شد.

## داستان
شرلوک مردی به نام لرد بلکوود را دستگیر می‌کند او پیش از این ۵ دختر را کشته و قصد دارد با جادوگری ششمین دختر را هم بکشد اما پیش از موفقیت دستگیر می‌شود و اعدام می‌شود. پس از این ماجرا زنی به نام آیرن آدلر که درگذشته شرلوک هولمز او را دوست داشته به او پیشنهاد می‌کند تا برای او بر روی یک پرونده کار کند و این مربوط به مردی مو قرمز می‌شود.
اما لرد بلکوود پس از مدتی از قبر خارج می‌شود و به جنایات دیگری دست می‌زند از جمله قتل همان مرد مو قرمز که شرلوک می‌فهمد برای بلکوود کار می‌کرده و یک اسلحه مرگبار برای او ساخته‌است. نفر بعدی سر توماس رئیس فرقه‌ای مخفی است که پدر بلکوود هم محسوب می‌شود بلکوود با کشتن او خود رئیس فرقه می‌شود و سفیر کبیر آمریکا هم که با این اقدام بلکوود مخالفت می‌کند و قصد شلیک به سوی بلکوود را دارد ناگهان آتش می‌گیرد؛ که بعد شرلوک می‌فهمد آتش گرفتن او به خاطر ماده‌ای است که بلکوود پیش از این و در هنگام ورود بر روی لباسش ریخته و با جرقه تفنگ آتش گرفته. شرلوک متوجه می‌شود بلکوود موفق شده با برنامه‌ای حساب شده مردم خرافاتی را بترساند و به آن‌ها بگوید که این کارهای به خاطر قدرت جادویی او واستفاده از جادوی سیاه است.
او می‌خواهد پس از این کارها بایک ماده شیمیایی به مجلس حمله کند و این بمب شیمیایی که با یک فرستنده کار می‌کند در فاضلاب زیر مجلس قرار دارد و تنها پیروان بلکوود که در مراسم مخصوص به آن‌ها در جامی، پادزهر داده شده زنده خواهند ماند. شرلوک به کمک واتسون و آیرن آدلر موفق می‌شود تا این سلاح شیمیایی را خنثی کند و پس از تعقیب آیرن به بالای یک پل می‌رسد و بلکوود هم به آنجا می‌آید. بلکوود آیرن را هل می‌دهد، اما او جان سالم به در می‌برد. پس از درگیری میان شرلوک هولمز و بلکوود، شرلوک موفق به شکست بلکوود می‌شود و بلکوود در میان کابل‌های پل به دام می‌افتد و کابل‌ها دور گردن او می‌پیچد و همان‌جا اعدام می‌شود.
اما شرلوک می‌فهمد آیرن برای شخصی به نام پروفسور موریارتی کار می‌کرده و هدف او دزدیدن بی‌سیم و فرستنده از روی سلاح شیمیایی بلکوود بوده او پس از خروج شرلوک وارد فاضلاب شده و وسیله بی‌سیم را برداشته‌است و کار آیرن هم این بوده با گمراه کردن شرلوک هولمز او را از محل دور کند تا موریارتی به آنچه می‌خواهد برسد.

## بازیگران
- رابرت داونی در نقش شرلوک هولمز
- جود لا در نقش دکتر جان واتسون
- کلی رایلی در نقش مالی مورستان
- مارک استرانگ در نقش لرد بلکوود
- ریچل مک‌آدامز در نقش آیرین آدلر
- ادی مارسن در نقش بازرس لستراد
- هانس متیسون در نقش لرد کاورد
- جرالدین جیمز در نقش خانم هادسون (صاحب خانه شرلوک)
- جیمز فاکس در نقش سر توماس روترام
- رابرت مایلیت در نقش دردگر
- ویلیام هوپ در نقش سفیر کبیر آمریکا

## جوایز
- بهترین بازیگر نقش اول مرد در یک فیلم موزیکال یا کمدی برای روبرت داونی جونیور (برنده)